# Michel-Marie Poulain
Pour les articles homonymes, voir Poulain (homonymie).
Michel-Marie Poulain, née le 5 décembre 1906 à Nogent-sur-Marne et morte le 9 février 1991 à Mandelieu-la-Napoule, est une artiste-peintre moderne, mannequin et danseuse française. Elle est l'une des premières femmes trans à devenir connue en France. 

## Biographie

### Débuts

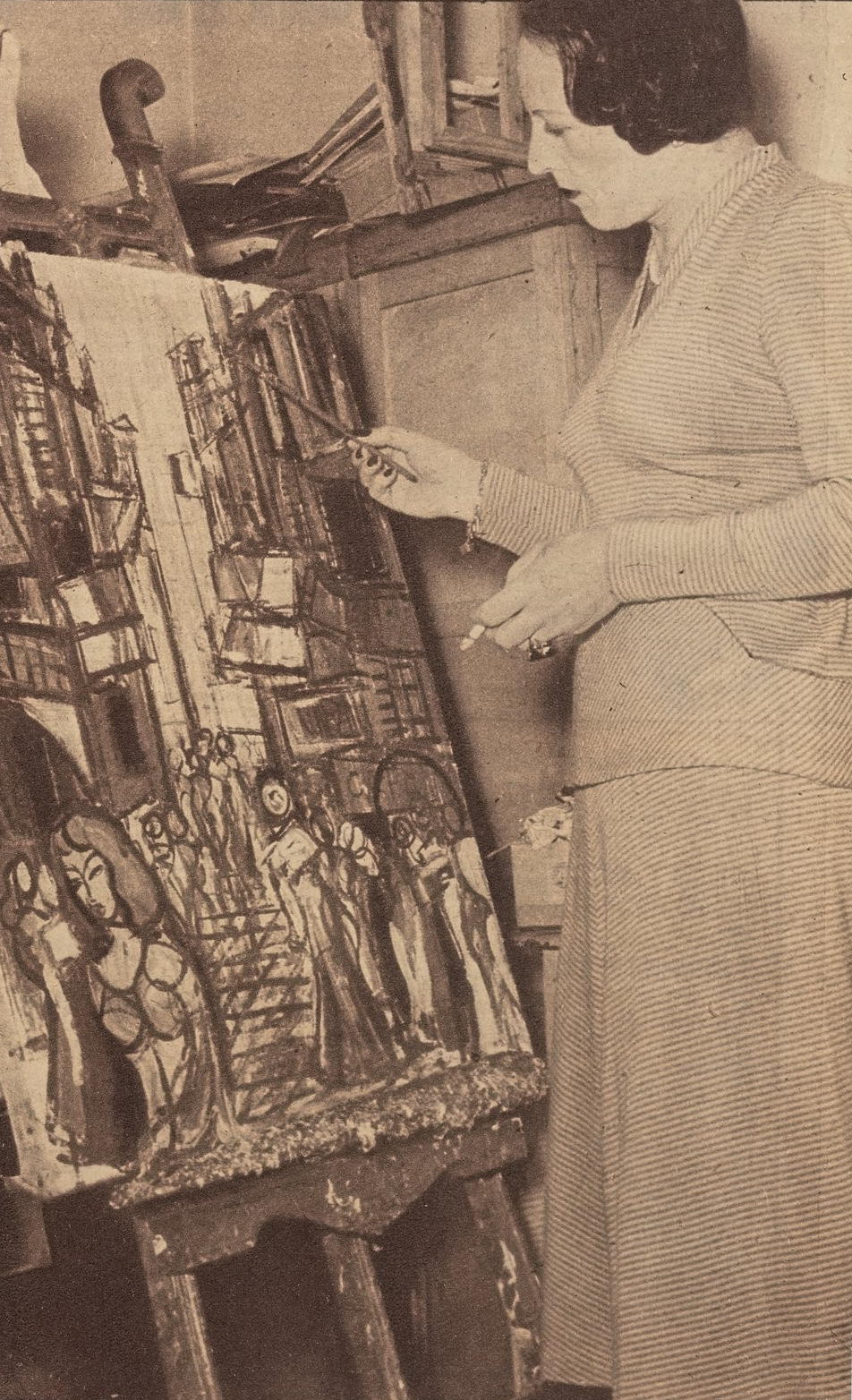
Michel-Marie Poulain dans son atelier, vers 1951.

Michel-Marie Poulain naît le 5 décembre 1906 à Nogent-sur-Marne en France. Assignée garçon à la naissance, elle est élevée comme une fille par ses parents : elle a les cheveux longs, porte des robes et est genrée au féminin. Elle est scolarisée dans une école maternelle pour filles, mais est envoyée dans une école puis un collège pour garçons, où elle subit brimades et moqueries en raison de son expression de genre. 

### Années 1930
Elle passe son baccalauréat avant d'être affectée en 1926 comme sous-officier pour son service militaire. Elle vit ensuite à Paris grâce à l'héritage de sa mère. Passionnée de peinture, elle fait sa première exposition de tableaux en 1931. Elle devient mannequin chez les grands couturiers et danseuse de cabaret music-hall sous le nom de Micky. Elle se met en couple avec Solange, une danseuse de cabaret, a un enfant avec elle puis l'épouse en 1940. À la fin des années 1930, Poulain ouvre un cabaret et une galerie d'art, le Vol de Nuit, situé 8, rue des Colonels Renard. 
Elle rencontre le médecin Magnus Hirschfeld à Berlin au début des années 1930. Ce dernier lui présente ses recherches sur la transidentité et notamment les opérations de réattribution sexuelle qu’il réalise dans son Institut de sexologie. À ce moment de sa vie, Poulain explique se sentir heureuse en tant que travestie et ne souhaite pas pousser plus loin sa transition. En 1933, après la destruction par les nazis de son institut, Hirschfeld fuit à Paris et Poulain le rencontre à nouveau. Elle lui annonce son besoin d'être une femme, mais renonce être opérée par le docteur, ayant appris le décès de la femme trans danoise Lili Elbe en 1931 de complications suite à des chirurgies de réattribution sexuelle.  

### Seconde Guerre mondiale
Pendant la Seconde Guerre mondiale, elle est affectée en 1939 au 24e régiment des dragons à Dinant. Elle participe à des combats, sous son identité masculine. Elle est faite prisonnière de guerre et enfermée dans le stalag XI-B. Elle y performe des spectacles pour les autres prisonniers sous une allure féminine. Elle parvient à s'évader en 1941, munie de faux papiers. 
De retour à Paris, installée au 37, rue de la Chaussée-d'Antin, elle reprend son activité de peintre et expose dans plusieurs galeries, comme en 1943 à la Galerie Paul Blauser et au bar du cirque d'hiver. Son travestissement est autant remarqué que ses peintures par la critique.  

### Après guerre: transition médicale et célébrité
Après la guerre, elle a recours à une chirurgie de réattribution sexuelle en 1946 en Suisse, et obtient le changement de son genre à l'état-civil. Jusqu’en 1954, cette information n'est pas publique, et les articles de presse continuent de la présenter comme un homme hétérosexuel travesti en femme, la genrant au masculin.  
Dans les années 1950, Michel-Marie Poulain est au plus haut de sa carrière de peintre : elle expose à Stockholm, Madrid, New York et Rio de Janeiro. En 1953, un livre lui est consacré par Jean Anouilh, André Warnod et Pierre Imbourg. Elle ouvre une galerie à Cannes, pour exposer ses tableaux.  
En 1954, elle publie son autobiographie, J'ai choisi mon sexe, écrite par la romancière Claude Marais. Ce livre contribue à faire connaître la transidentité en France.  
Elle est l'une des premières femmes transgenres à devenir célèbre en France,. 
Elle meurt le 9 février 1991 et est inhumée à Èze, sur la côte d'Azur,.

## Œuvres
Michel-Marie Poulain peint des scènes de la vie de tous les jours, telles que des salles de bal, des paysages ou des lieux de Paris. Son style coloré aux figures cloisonnées rappelle celui de Bernard Buffet. 

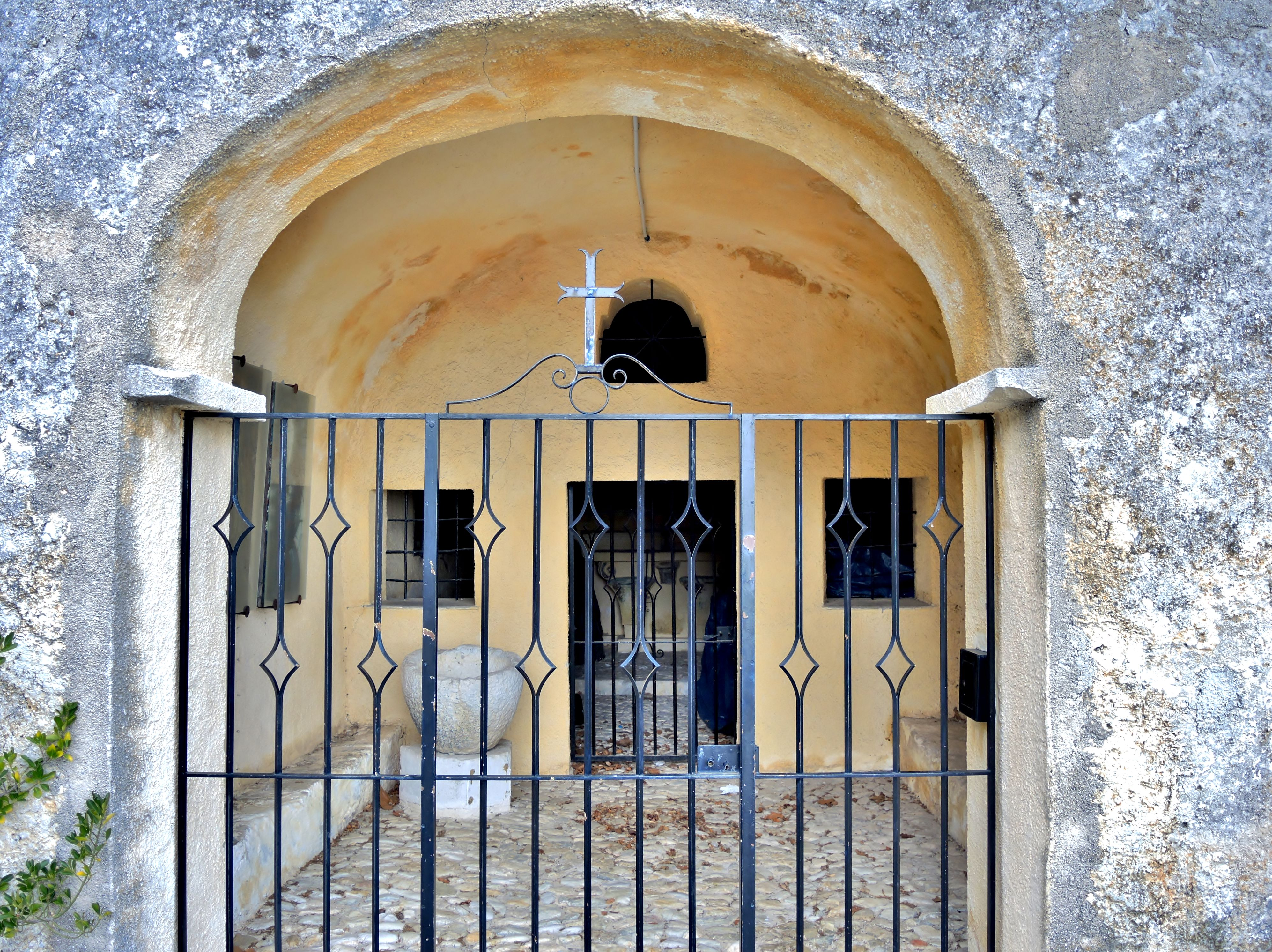
Sainte-Agnès (Alpes-Maritimes), la chapelle Saint-Sébastien

À côté de la peinture de tableaux, Michel-Marie Poulain a également pratiqué l'art du vitrail et de la fresque murale pour églises :
- Vitraux de l'abbaye de La Colle-sur-Loup.
- Décoration de la chapelle des Pénitents blancs, Èze (1953)[16].
- Restauration de la chapelle Saint-Sébastien, Sainte-Agnès (Alpes-Maritimes)[17].

## Collections

### Collections privées
- L'architecte luxembourgeois Paul Retter, sponsor de Michel-Marie Poulain, en possédait de nombreux tableaux qui, après la mort du collectionneur, ont été vendus aux enchères. La plupart d'entre eux, comme celui de Bettembourg et de la procession dansante d’Echternach, sont restés en mains luxembourgeoises.
- Albert Sarraut[6].
- Charles Trenet, qui disait retrouver dans les toiles de Michel-Marie Poulain « un reflet de sa propre loufoquerie poétique »[6].

### Collections publiques
- Musée de Cagnes-sur-Mer, Toulon, huile sur toile.
- Société muséale Albert-Figuiera, Èze[14], Portrait de Clorine Cottier-Abeille, dessin.
- Centre national des arts plastiques (Cnap), Paris : Le bridge (v. 1945), huile sur toile[18]; Cathédrale de Strasbourg (v. 1946), huile sur isorel[19]; Femme au châle (1953), huile sur isorel[20].

## Expositions

### Expositions personnelles
- Galerie Clausen, Paris, juillet 1938.
- Galerie Paul Blauseur, Paris, novembre 1946.
- Galerie d'art du Faubourg, Paris, mars 1948.
- Galerie Sélection, Paris, 1955.
- Galerie Vendôme, Paris, 1957[21].
- Galerie Marcel Bernheim, Paris, décembre 1963[22].

### Expositions collectives
- Salon d'Automne, Salon des Indépendants et Salon des Tuileries, Paris, à partir de 1931[23].
- Salon d'hiver, Paris, 1947[7].
- Philippe Marie Picard, Michel-Marie Poulain, Gerard Sekoto, Galerie Heyrène, Paris, 1952.

## Réception critique
- « Ses marines sont de premier ordre, surtout celle de Quimper, dans des gris argentés où les mâts zèbrent le ciel parallèlement au clocher vif, lointain. Une coupe de fruits n'est pas moins solidement composée, avec le minimum de graphisme. Même lorsqu'elle s'essaye à l'art abstrait, Michel-Marie Poulain parvient à nous captiver. Tempérament rare fait à la fois de fougue et d'esprit de recherche des plus méritoires. » - Henri Héraut[21]
- « Un expressionniste montmartrois dont la plus grande originalité consista longtemps à travestir sa personnalité sous des vêtements féminins. » - Gérald Schurr[24]
- « Il traite avec virtuosité les sujets les plus divers, et notamment des vues du vieux Montmartre. » - Dictionnaire Bénézit[23]
- « Le scandale qui entoure toujours la liberté ne doit pas rejaillir sur son œuvre. Poulain n'est pas une figure amusante de la faune parisienne qui brosse aussi des toiles, c'est avant tout un artiste, mieux : un ouvrier robuste et consciencieux devant les lois de son art. » - Jean Anouilh[14]
- « Ses French cancan au Moulin Rouge et La cavalière du Moulin Rouge portent les stigmates de son travail dans lequel elle sacrifie délibérément le détail, laissant à une seule courbe, bien expressive, à des couleurs plus ou moins vives, à des tâches d'ombre disposées ad hoc, le soin de souligner une attitude ou d'éclairer un caractère. Cocardières que des deux toiles ? Elles jonglent en effet avec trois couleurs : le blanc des froufrous des danseuses, le bleu de leurs chapeaux et le rouge du fond pour le premier tableau, et encore le blanc du cheval, le bleu de la robe de l'amazone et lr rouge de la livrée du palefrenier pour l'autre. Un hommage au Moulin Rouge, que la peintre aimait particulièrement et qui, pour elle, symbolisait la France. La France entière. » - Francesco Rapazzini[6]